# ヨーク川
ヨーク川（よーくかわ、英: York River）は、アメリカ合衆国バージニア州東部を流れる長さ約40マイル (64 km) の船舶航行可能な川である。川幅は水源で1マイル (1.6 km)、チェサピーク湾西岸に注ぐ河口近くで2.5マイル (4 km) ある。その流域にはバージニア州北部海岸平原と州都リッチモンドの東にある17の郡が含まれている。ヨーク川流域はバージニア植民地の初期開拓が行われた場所であり、アメリカ独立戦争と南北戦争では重要な役割を果たしたことで、アメリカ史の中でもその重要性は大きい。

## 流域
ヨーク川は、リッチモンドの東約41マイル (64 km) にあるバージニア州ウェストポイントで、マタポニ川とパマンキー川（全長90マイル (145 km)）が合流する所が水源である。パマンキー川に流れ込む南アンナ川（全長85マイル (135 km)）までを合わせると、総延長は約214マイル (340 km)となる。ヨーク川はチェサピーク湾に向かって南東に流れ、南岸に位置するヨークタウンの東約5マイル (8 km) で湾に注いでいる。ヨークタウンからグロスターポイントには、ジョージ・P・コールマン記念橋でアメリカ国道17号線が川を渡っている。

## 歴史
バージニア半島はヨーク川と南のジェームズ川に挟まれており、1781年10月にアメリカ独立戦争の最終段階の現場となった。ヨークタウンにいたチャールズ・コーンウォリス将軍指揮下のイギリス軍は、陸からはジョージ・ワシントン将軍の大陸軍、海からはフランス艦隊に追い詰められた。ヨークタウンの包囲戦でのアメリカ軍勝利の結果として、コーンウォリスは降伏を強いられ、東部での戦いを終わらせることになった。南北戦争では、同じ地域が1862年の半島方面作戦の部隊になった。

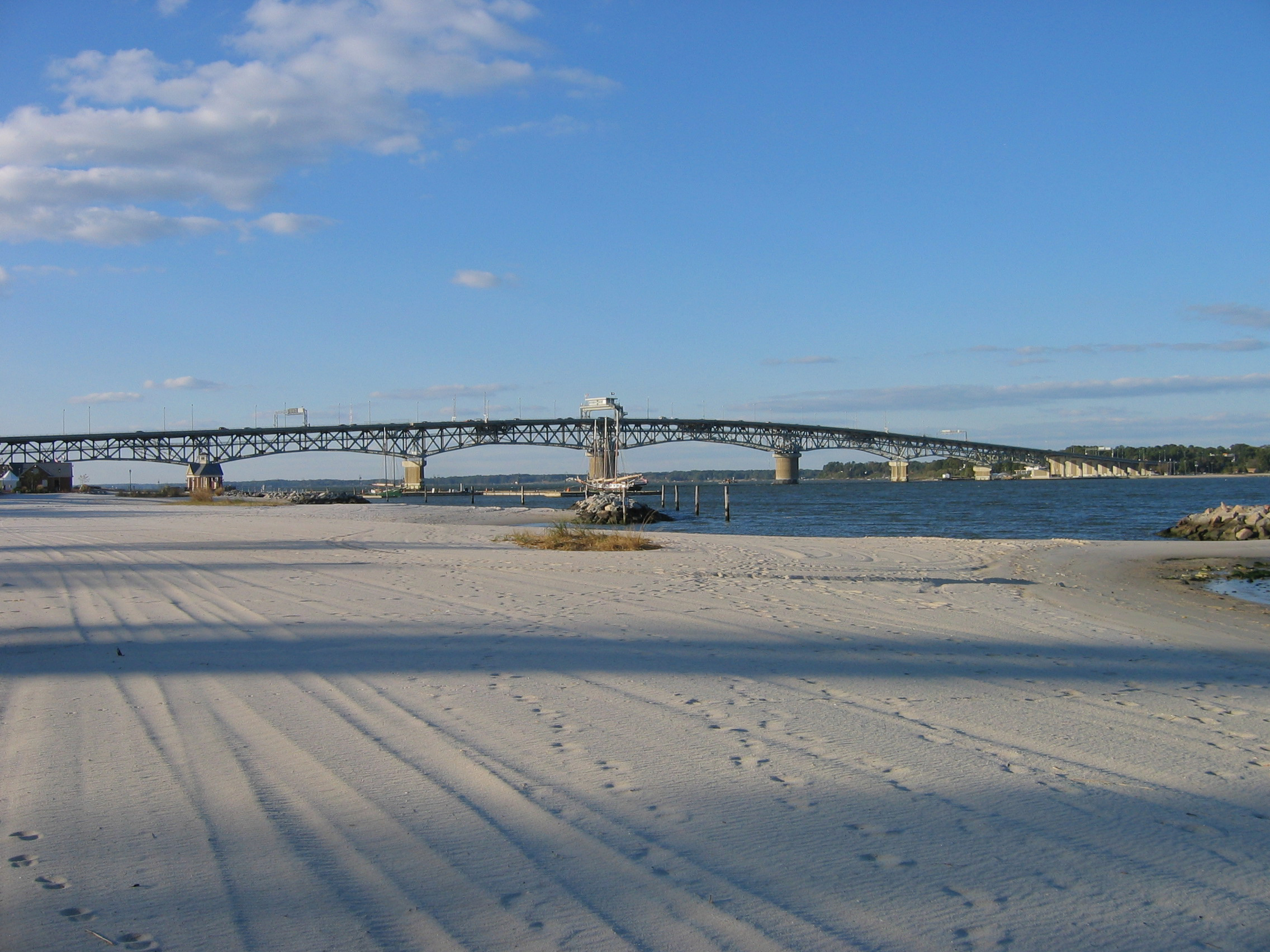
ジョージ・P・コールマン記念橋

ヨーク川はアメリカ州の先住民族からはパマンキー川と呼ばれており、17世紀バージニア会社の植民者からは当初チャールズ川と名付けられていた。川の北岸、現在のバージニアのミドル半島と呼ばれている地域のグロスター郡では、ポウハタン連邦の酋長ワフンスナコックがウェロウォコモコと呼ばれる連邦の2首都の1つを支配していた。
現代では、ヨーク川州立公園がジェームズシティ郡のヨークタウン北西、川の南岸に沿って位置している。南岸にはまた、キャンプ・ピアリーやアメリカ海軍のヨークタウン海軍武器基地（およびチーザム支所）など幾つかの大きな軍用地があり、さらには渡りを行う水鳥にとって生態学上重要と考えられる湿地と森の広大な保存地域もある。アメリカ合衆国国立公園局のコロニアル・パークウェイは、ウィリアムズバーグとヨークタウンの間のこの自然景観を抜ける自動車のために牧歌的な道路を提供している。
河口部は1987年にチェサピーク湾の一部としてラムサール条約登録地となった。

## 渡河
ヨーク川を渡る唯一の自動車道路は跳ね上げ構造のジョージ・P・コールマン記念橋であり、ヨークタウンからグロスターポイントを繋ぐアメリカ国道17号線となっている。最近架け替えられ拡張されたこの橋は有料で、北行きのみ自動車1台につき2ドルの通行料を徴収している。この橋はバージニア州でハヤブサの営巣を行わせる特別プログラムの場所の一つとなってきた。